# Museo de Arte Contemporáneo – Castillo de Montsoreau
El Castillo de Montsoreau-Museo de Arte Contemporáneo, situado en el valle del Loira, es un museo privado abierto al público. El proyecto se inició en noviembre de 2014 y se inauguró el 8 de abril de 2016. La colección permanente, reunida en los últimos 25 años por Philippe Méaille, no solo está destinada a ser expuesta en el Castillo de Montsoreau, sino que también debe prestarse a otras instituciones. Su colección es la colección más grande del mundo de obras de los conceptualistas radicales Art & Language, que ha desempeñado un papel importante en la invención del arte conceptual. La colección de Philippe Méaille fue prestada a largo plazo entre 2010 y 2017 en el MACBA de Barcelona, lo que llevó a las dos instituciones a colaborar regularmente.
El castillo de Montsoreau está clasificado como parte del valle del Loira Patrimonio de la Humanidad por la UNESCO.

## Historia
Desde hace más de mil años, el castillo de Montsoreau es la puerta de Anjou y ahora es el único castillo del Loira que es un museo de arte contemporáneo. El primer edificio renacentista construido históricamente por uno de los embajadores de Carlos VII, rey de Francia. Juan II de Chambes es el primero de los Señores del Reino, con Jacques Cœur para instalar el Renacimiento italiano en Francia. Construyó el Castillo de Montsoreau entre 1443 y 1453, directamente al lado del Loira, en el lecho del río, como palacios venecianos construidos durante el mismo período.
El primer préstamo a largo plazo de la colección de Philippe Méaille con el MACBA es el tema de una exposición retrospectiva Art & Language Incompleto: La colección de Philippe Méaille en octubre de 2014. Se produjo un catálogo en estrecha colaboración con los artistas de Art & Language (Michael Baldwin y Mel Ramsden), así como académicos como Carles Guerra (Director de la fundación Antoni Tàpies) y Matthew Jesse Jackson (profesor en el Departamento de Artes Visuales e Historia del Arte en la Universidad de Chicago).

### Polémica
Philippe Méaille, quien ha vivido durante 15 años en Anjou, trabajó en paralelo con Christian Gillet, el presidente del departamento de Maine y Loira, para estudiar la posibilidad de crear un museo de arte contemporáneo en Anjou e instalar su colección en el castillo de Montsoreau, una propiedad del departamento. Después de seis meses de estudios de las ofertas alternativas, se publicó una polémica por las filtraciones de prensa. Frédéric Béatse, entonces jefe de la lista de la izquierda en las elecciones regionales, lamenta que la mayoría de la derecha del departamento de Maine y Loira esté « tirando las joyas de la familia », y que « Esto es tanto más sorprendente como Jacques Auxiette (entonces presidente de la Región de Países del Loira) había propuesto al Consejo de Departamento una asociación entre la Abadía de Fontevraud y Montsoreau para hacer que esta área de Saumur sea aun más atractiva ». Los dos funcionarios electos municipales y departamentales, Gérard Persin y Christian Gillet, reaccionan muy rápidamente a estas protestas durante una conferencia de prensa, diciendo Gérard Persin: « Es un orgullo haber sido elegido para albergar un centro de arte contemporáneo de talla internacional » . Christian Gillet, por su parte, al poner el proyecto en su ambición internacional y potencial de desarrollo para el territorio: « La idea de Philippe Méaille, conocedor y amante del sitio, es instalar un centro de arte contemporáneo con su colección, ya mundialmente famosa. y reconocido, hemos considerado un desafío interesante », y Méaille para aclarar sus intenciones: « Esta asociación público-privada nos pareció una solución innovadora que se integrará en el territorio de Saumur en su totalidad: Saumur y su aglomeración, pero también la cerca de la abadía de Fontevraud ». Christian Gillet, presidente del departamento de Maine y Loira tomó su decisión el viernes 19 de junio de 2015 y le entregó las llaves del castillo de Montsoreau a Philippe Méaille de acuerdo con un contrato de arriendo de 25 años. Al mismo tiempo, realizó una reflexión sobre el arte contemporáneo como una prioridad cultural y turística para el desarrollo de Maine-et-Loire.

### Trabajos de restauración
El castillo de Montsoreau es un edificio clasificado como monumento histórico en 1862, y también forma parte del patrimonio mundial de la UNESCO que figura en el valle del Loira. Las obras de restauración se han realizado bajo el control de Bâtiments de France.
Gracias a las últimas renovaciones, el monumento histórico cumple con los estándares contemporáneos y es ecológico. Incluye un ascensor, y es casi totalmente accesible para personas con discapacidad.
La electricidad se ha actualizado al estándar contemporáneo, así como a los equipos de emergencia y de detección de incendios. La iluminación se beneficia de los últimos desarrollos técnicos y tiene led (diodo emisor de luz) en todos sus espacios de recepción y exposición.
Pinturas que fue extremadamente degradado, se ha recuperado con la pintura a la cal tradicional. Estos blancos, comunes en los castillos del valle del Loira, tienen la virtud de instalar una higrometría constante.
En agosto de 2016, se inauguró una biblioteca sobre historia del arte, creación contemporánea y artes aplicadas. En mayo de 2017, el puerto histórico del castillo de Montsoreau-Museo de arte contemporáneo reabrió después de varios meses de trabajo, permitiendo a sus visitantes llegar en barco.
Durante la remodelación de una antigua sala de almacenamiento, los albañiles descubrieron una chimenea que data de alrededor de 1450. Esta chimenea se está estudiando actualmente en colaboración con los Bâtiments de France para su restauración. Estos trabajos de restauración permiten que el Castillo de Montsoreau-Museo d'Arte contemporánea tenga en la actualidad 2.000 metros cuadrados de espacio de exposición.

### Espacios y Salas
Después de una fase de trabajo durante un período de ocho meses, el Castillo de Montsoreau-Museo de Arte Contemporáneo se inaugura el 8 de abril de 2016, convirtiéndose la ciudad de Montsoreau en una de las unidades urbanas más pequeñas de Francia que tiene un museo privado de arte contemporáneo. El desarrollo y la planificación urbana del castillo del Loira, la historia del Valle del Loira y una colección de arte contemporáneo fueron un estudio de caso para los 58 estudiantes de la École Camondo durante el año académico 2015-2016.

### Identidad
Esta fase de trabajo también estuvo acompañada por una fase de construcción de una nueva identidad, desde la metamorfosis de un sitio de patrimonio histórico hasta un sitio cultural completamente dedicado al arte contemporáneo. Esta nueva identidad visual fue construida en parte a través de la creación de un logotipo, la señal icónica de este institución. Esta fase se llevó a cabo gracias a un proceso de cocreación que involucró al mismo tiempo al equipo del Castillo de Montsoreau-Museo de Arte Contemporáneo y estudiantes de la Escuela de Artes y Diseño TALM para «repensar un sitio cultural como un espacio para la vida social y la interacción ».
Este cambio de identidad del castillo operado en paralelo con una visión urbana del proyecto, tuvo un fuerte impacto en la presencia del château de Montsoreau-Museo de Arte Contemporáneo en la ciudad de Montsoreau. En primer lugar, durante la Bienal del Valle del Loira, se rediseñó el acceso a los jardines del castillo, dando paso a un jardín salvaje en honor a Miriam Rothschild, que se convirtió en libre e integrado en la ruta urbana. Y luego, el Château de Montsoreau-Museo de Arte Contemporáneo reabrió su puerto histórico y estableció una oferta de cruceros entre Saumur y Montsoreau, para resaltar el río Loira como una conexión turística obvia entre las diferentes ciudades de la aglomeración de Saumur. Este puerto También es una palanca de comunicación para el Château de Montsoreau-Museo de Arte Contemporáneo para la producción de películas promocionales cuando se prestan obras a otras instituciones, dando a luz, por ejemplo, un cortometraje de acción al estilo de la Misión: imposible durante su colaboración con el Centro de arte contemporáneo en Tours.

## Arquitectura
La pequeña ciudad ha tomado su nombre de Montsoreau (Monte Soreau) de un promontorio rocoso situado en el lecho del río Loira y rodeado de agua. Ha habido tres edificios principales en este promontorio, un templo galo-romano o edificio administrativo, un castillo fortificado y un palacio renacentista. Un origen galo-romano se ha verificado para el asentamiento de Montsoreau pero no se ha confirmado para el castillo, a pesar de que una columna estriada de piedra de un templo galo-romano o un edificio público se encontró en el foso durante los trabajos de restauración del final del siglo XX. Las primeras fuentes escritas son del siglo VI con dominio de Restis, pero solo con la construcción de una fortaleza a finales del siglo X la ciudad comercial comenzó a prosperar. Una parte de este primer castillo fue encontrada durante los mismos trabajos de restauración por los arqueólogos. El castillo fue reconstruido en un estilo renacentista entre 1450 y 1460 por Juan de Chambes, uno de los hombres más ricos del reino, concejal y chambelán del Rey Carlos VII y del Rey Luis XI.
Montsoreau es una de las pocas ciudades de Francia que experimentó el Renacimiento desde 1450 a través de la arquitectura con la construcción de su castillo al principio y luego de edificios civiles. Estos edificios todavía son visibles en la ciudad. A mediados del siglo XV, cuando los reyes de Francia establecieron su poder en Chinon y luego en Langeais y Tours, el valle del Loira se convirtió en el corazón de los castillos del Loira.

## Colección
La colección Philippe Méaille, que constituye la colección del museo, está instalada en los dos primeros pisos del museo. Está compuesto exclusivamente por obras del grupo de artistas Art & Language. En una entrevista con Dora Imhof, Philippe Méaille declaró al respecto: « Nuestra colección se centra en obras de los artistas pioneros Art & Language, que inventaron el arte conceptual en la década de 1960. Al cuestionar la práctica artística del modernismo, intentaron reintegrar al espectador en La creación del proyecto de arte. Su trabajo ha sido muy influyente en el campo más amplio, y la mayoría de los críticos datan el comienzo de lo que ahora se llama "arte contemporáneo" hasta ese momento. » La colección de Philippe Méaille se presenta en una multiplicidad tan grande de medios (pinturas, esculturas, dibujos, manuscritos, mecanografiado, instalaciones y videos) que Carles Guerra dirá: «además de verse afectado por la actitud de los artistas, la Colección Philippe Méaille se ve afectada por la perspectiva arqueológica con la que se reunió. » 800 obras de la colección de Philippe Méaille fueron prestadas a largo plazo en el MACBA entre 2010 y 2017. En 2014, el MACBA dedica una importante exposición retrospectiva a Art & Language , bajo la dirección de Carles Guerra: Art & Language Incompleto: La colección Philippe Méaille. Un acuerdo con la Tate Modern de Londres autoriza la proyección de una película coproducida por esta institución y la fundación Bloomberg para ser exhibida dentro del Castillo de Montsoreau-Museo de Arte Contemporáneo. Fundada en 1968, Art & Language, que toma su nombre del periódico homónimo Art-Language, está formada por británicos, estadounidenses y australianos. Sus preguntas corrosivas sobre el estatus del artista, la obra de arte o incluso la propia institución los hacen ver como las figuras más radicales en la historia del arte de la segunda mitad del siglo XX. Este colectivo, en el origen de lo que ahora se llama arte conceptual, todavía está activo y actualmente está representado por Michael Baldwin y Mel Ramsden con la participación ocasional de Mayo Thompson.

### Galería

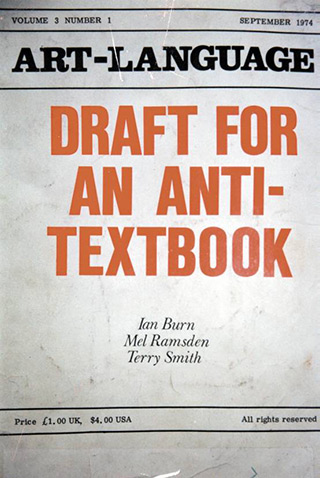
Art & Language: Art & Language: Art-Language, Vol.3 Nr.1, 1974.
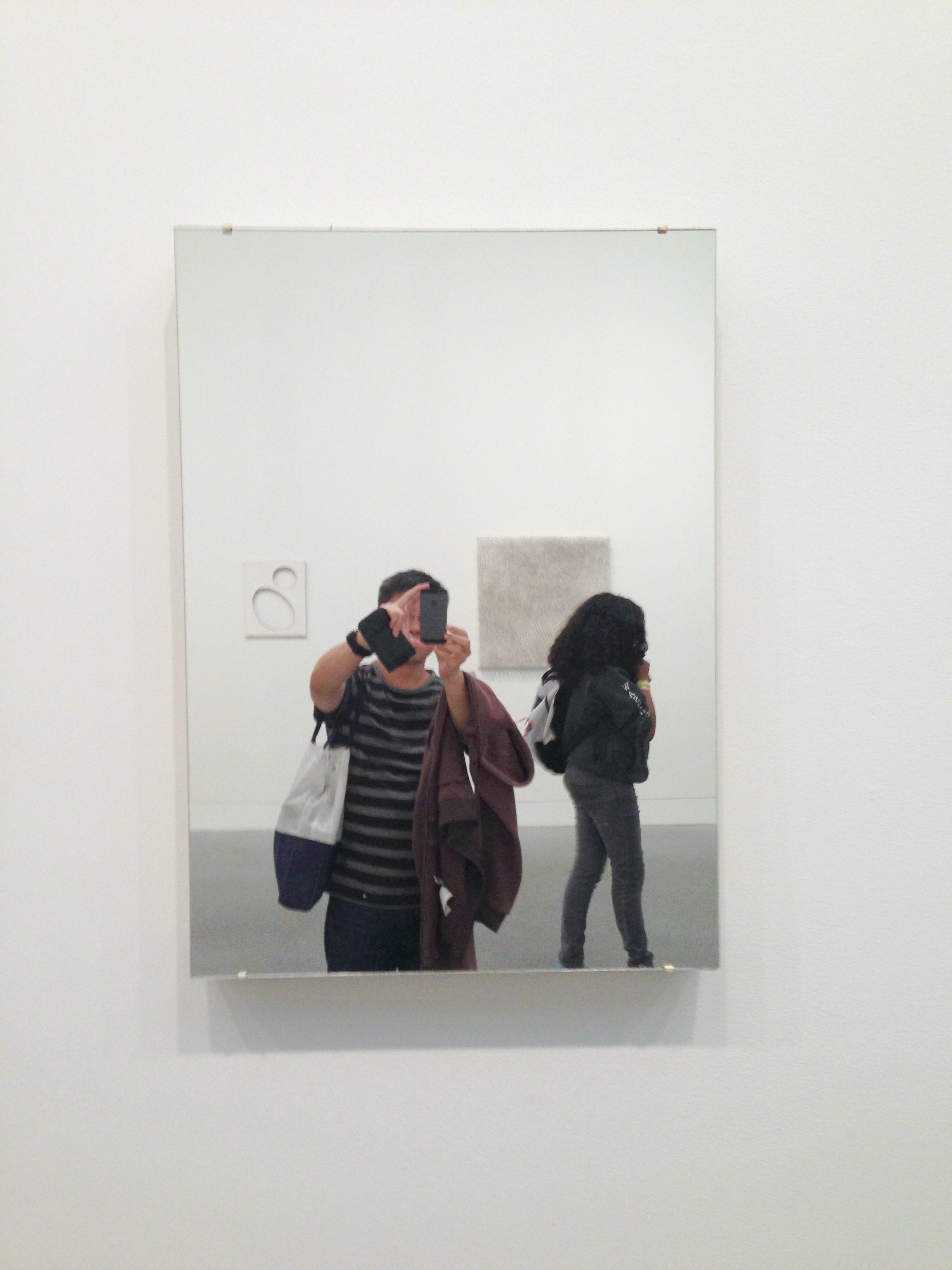
Art & Language: Mirror Piece, 1965.
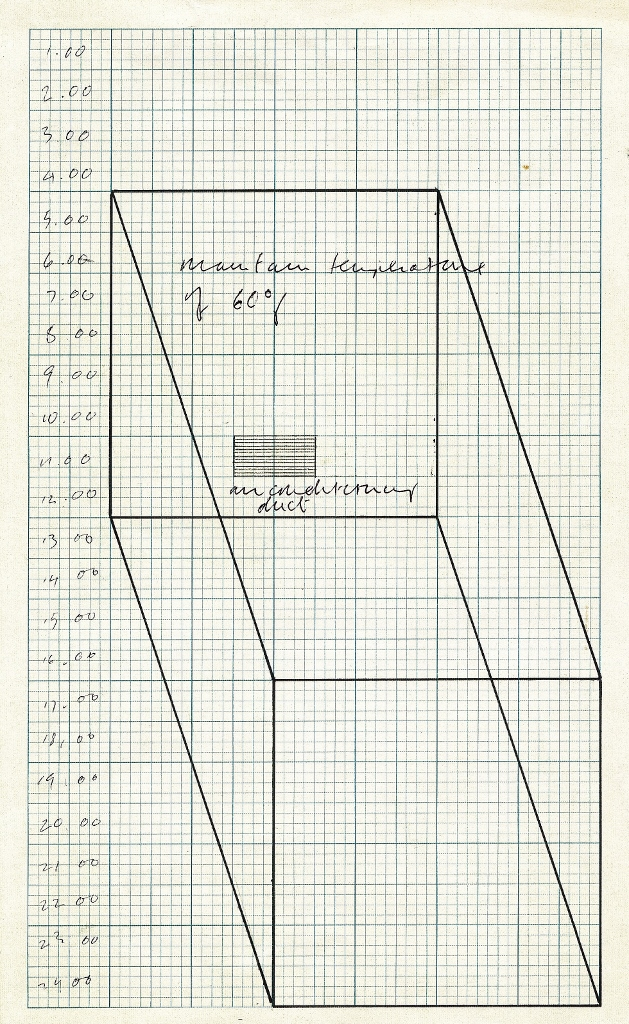
Art & Language (Michael Baldwin): Air-Conditioning Show, 1966-67.
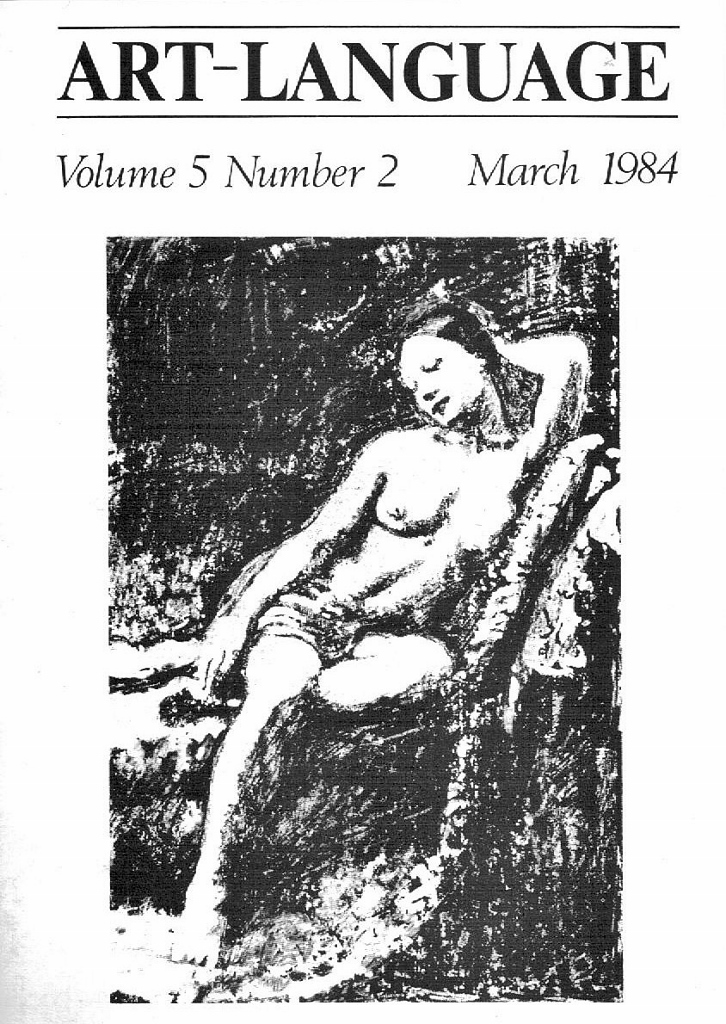
Art & Language: Victorine in Art-Language Vol.5 Nr.2 (1984), 1983.
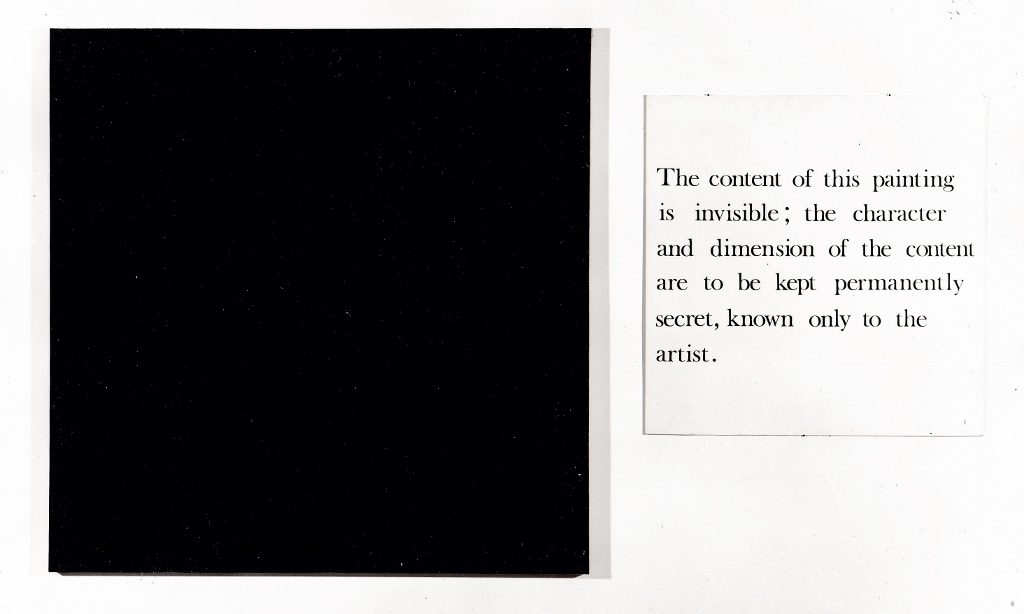
Art & Language (Mel Ramsden), Secret Painting, 1967.
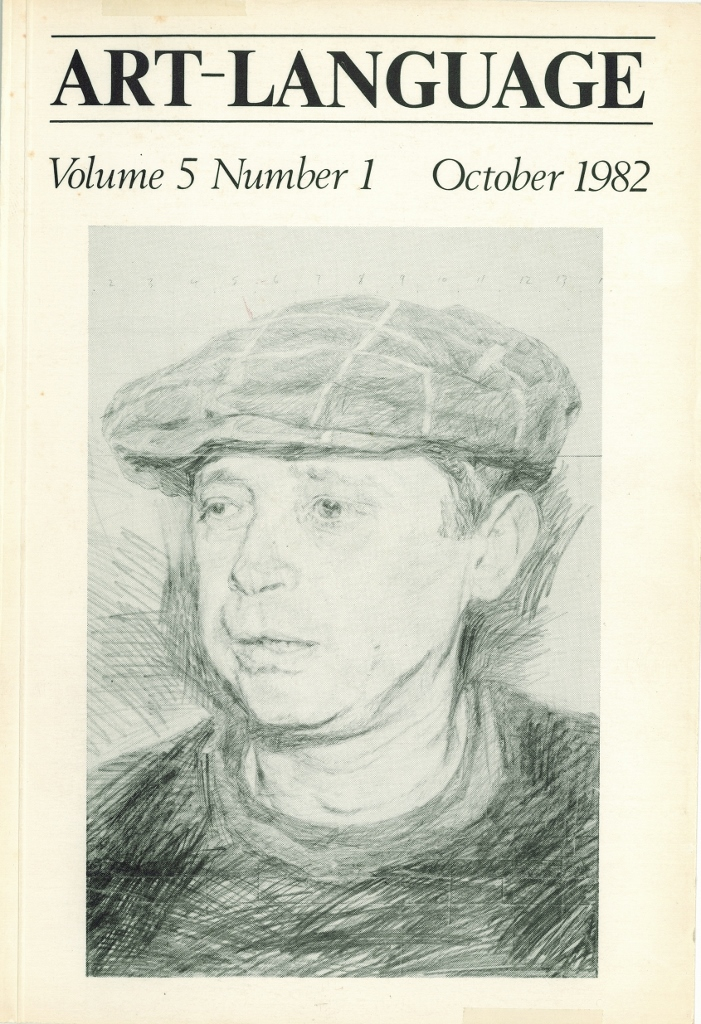
Art & Language: Art-Language Vol.5 Nr.1, 1982.
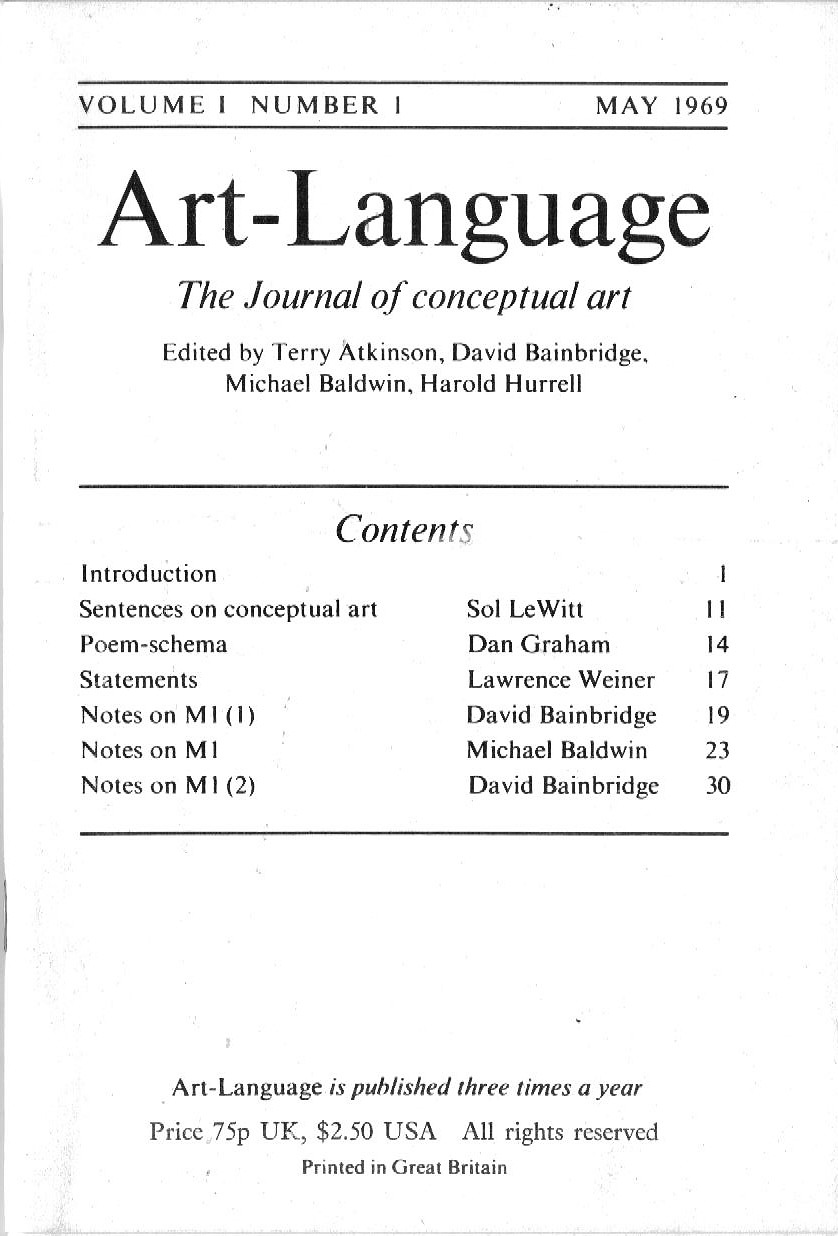
Art & Language: Art-Language The Journal of Conceptual Art, Vol.1 Nr.1, 1969.

## Exposiciónes
Un ciclo de exposiciones temporales permite a los visitantes de descubrir el arte contemporáneo desde los años sesenta hasta nuestros días.
- 2016 : Agnès Thurnauer, Une histoire de la peinture'.[38]
- 2017 : Ettore Sottsass, Designer du monde.[39]
- 2018 : Art & Language, Reality (Dark) Fragments (Light).
- 2018 : Exposición colectiva, 1968: Sparte rêve d'Athènes. Con las obras de: Edward Ruscha, Tony Smith, Bernar Venet, Claes Oldenburg, Les Levine, Maria Marshall, Dan Graham and Victor Burgin.
- 2019 : Art & Language, Mappa Mundi.
- 2019 : Roman Signer.[40]
- 2019 : Charlotte Moorman. Think Crazy.[41]

## Política de préstamos
El Castillo de Montsoreau-Museo de Arte Contemporáneo apoya un programa activo de préstamos a otras instituciones a nivel local e internacional.
- 2016: Art & Language - Kabakov [fr], El mundo no objetivo, Art Basel, Suiza.
- 2016: Art & Language - Kabakov, El mundo no objetivo, Galería Sprovieri y Jill Silverman Van Coenegrachs, Londres, Reino Unido.
- 2016: Colección MACBA 31, MACBA, Barcelona, España.
- 2016: Art & Language, Paintings I, 1966 - These Scenes 2016, Galería Carolina Nitsch, Nueva York, EE. UU.
- 2016: Art & Language, Made in Zúrich, Galería Bernard Jordan y Jill Silverman van Coenegrachs, París, Zúrich, Berlín.
- 2017-2018: Soulèvements, Jeu de Paume, París, Barcelona, Buenos Aires, México, Montreal.
- 2017: La comédie du language, Galería Contemporánea, Chinon, Francia.
- 2017: Art & Language, Canguro, Fundación Vincent van Gogh [fr], Arles Contemporain [fr], Arles, Francia.
- 2017: Luther und die avant-garde, Wittemberg, Berlín, Kassel, Alemania.
- 2017: Art & Language, Homeless Stuff, Galería Rob Tufnell [fr], Colonia, Alemania.
- 2017–2018: Art & Language, diez pósters: ilustración para Art-Language, CCCOD [fr], Tours, Francia.